# Франсис Уайлд
Вижте пояснителната страница за други личности с името Уайлд.
Франсис Джон Робърт Уайлд (на английски: Francis John Robert Wild) е английски антарктически изследовател.

## Произход и ранни години (1873 – 1901)
Роден е на 10 април 1873 година в Скелтън ин Кливланд, Северен Йоркшър, Великобритания, най-големият от осемте сина и три дъщери в семейството на Бенджамин Уайлд и съпругата му Мери. През 1889 г., на 16-годишна възраст, постъпва като обикновен моряк в търговския флот, а през 1900 се прехвърля в Кралския военноморския флот.

## Експедиционна дейност (1901 – 1922)

### Участие в експедицията на Робърт Скот (1901 1904)
През 1901 – 1904 г. Уайлд участва като доброволец в националната британска експедиция на Робърт Скот в Антарктида, като е зачислен в западния отряд ръководен от Алберт Армитидж.

### Участие в експедицията на Ърнест Шакълтън (1907 – 1909)
Отново като доброволец през 1907 – 1909 г. участва в британската антарктическа експедиция на Ърнест Шакълтън, като е един от тримата спътници на Шакълтън при опита му за достигане на Южния полюс през 1908 – 1909 г.
На 1 януари 1908 г. експедицията напуска Нова Зеландия, достига море Рос и продължава на изток покрай Ледената бариера Рос с цел откриване на подходящо място за построяване на зимовъчна база.
В началото на октомври 1908 г. Шакълтън с трима спътници – Франсис Уайлд, Ерик Маршал и Адамс, се отправя към Южния полюс с шейни теглени от манджурски понита. При прехода през шелфовия ледник Рос всичките животни измират от изтощение и те са принудени сами да се впрегнат в шейните, за да продължат пътя си на юг през ледената пустош. По пътя на юг са открити ледникът Бирдмор (84°20′ ю. ш. 171°00′ и. д.), планините Куин Александра (83º 30' – 85º ю.ш., 161 – 171º и.д.) и Доминион (85 – 86º ю.ш., 163 – 170º и.д.) и ледникът Дейвид (75°20′ ю. ш. 161°40′ и. д.). На 9 януари 1909 достигат на 179 km от полюса, до 88º 23' ю.ш., но заради недостиг на припаси и заради много силните ветрове са принудени да се върнат. Обратният път е тежък и труден. На 23 февруари 1909 групата достига до главния лагер, като всички са слаби и болни. Тогава Шакълтън решава да остави в лагера двамата изтощени Маршал и Адамс, а той заедно с Уайлд се отправя към базата за помощ. На 28 февруари двамата достигат до базата, където бързо е организирана спасителна група и на 4 март 1909 всички се натоварват на палубата на „Нимрод“.
Цялата експедиция без никакви човешки загуби се завръща на 22 март 1909 г. в Нова Зеландия.

### Участие в експедицията на Дъглас Моусън (1911 – 1914)
Две години по-късно, през 1911 г., Уайлд се присъединява към австралийската антарктическа експедиция на Дъглас Моусън на кораба „Аврора“. Отделно от Моусън, на 21 февруари 1912, на брега открит от експедицията и назован Земя кралица Мери (88º – 100º и.д.), създава временна база на Южната полярна окръжност и 94º 25' и.д., където остават да зимуват осем души, начело с Уайлд. По време на плаването на кораба към базата, на 8 февруари 1912 г. вторично е открит огромният (32 хил.км2) шелфов ледник Шакълтън, а морето западно от него е наименувано море Дейвис. Групата си оборудва дом и започва да се готви за изследванията през следващия летен сезон, като започват да се провеждат регулярни метеорологични и геомагнитни наблюдения.
На 13 март 1912 г. шест души се отправят на юг във вътрешността на континента за оборудване на складове и след като си свършват работата, на 5 април се завръщат в базата. В края на зимата (август) е организиран нов поход, този път на изток, за оборудване на нови складове, като са открити островите Масон и Хендерсън.
На 30 октомври 1912 г. на изток тръгва първата група начело с Уайлд, която открива п-ов Мелба (98º 10` и.д.), ледника Скот (100º и.д.) и ледника Денман и на 6 януари 1913 се връща в базата. Втората група в състав от трима души на 7 ноември 1912 поема на запад и открива ледника Хелън, Дригалски (21 ноември, 65°45′ ю. ш. 92°29′ и. д. / 65.75° ю. ш. 92.483333° и. д.), о-вите Хасуел и на 26 декември достигат до планината Гаус, от където тръгват обратно и се завръщат в базата на 21 януари 1913. По този начин двете групи успяват за няколко месеца да заснемат и картират участък от антарктическото крайбрежие с дължина около 200 km. На 23 февруари 1913 „Аврора“ пристига в базата и прибира групата на Уайлд.

### Участие в антарктическата експедиция на Ърнест Шакълтън (1914 – 1916)
През 1914 – 1916 г. отново участва в антарктическа експедиция ръководена от Ърнест Шакълтън. След като корабът, на който пътуват, е смачкан от ледовете на 21 ноември 1915 г., полярниците, къде пеша, къде на лодки, на 15 април 1916 достигат до остров Елефант. От там на 24 април 1916 Шакълтън извършва безпримерен подвиг като успява с пет спътника за 14 дни да измине с лодка 800 мили до най-близкия населен пункт на остров Южна Джорджия, за да доведе помощ. Останалите на остров Елефант 22 души начело с Уайлд започват да чакат помощта, като се прехранват с лов на тюлени и морски слонове. Едва на 25 август 1916 г., след три неуспешни опита, Шакълтън с чилийски кораб успява да се добере до острова и прибира оставените там 22 души след четиримесечно чакане.

### Първа световна война, Шпицберген и Южна Африка (1916 – 1918)
След завръщането си от Антарктида през 1916 г. Уайлд се включва активно в Първата световна война като командва военен кораб. През 1918 – 1919 извършва зимуване на Шпицберген, а от 1919 до 1921 пребивава в Южна Африка, където закупува селскостопанска ферма.

### Участие в последната експедиция на Шакълтън (1921 – 1922)
През 1921 – 1922 г. участва в последната експедиция на Ърнест Шакълтън в Антарктика и след неговата смърт на 5 януари 1922 г. Уайлд поема командването на експедицията като провежда геоложки изследвания на Южните Сандвичеви о-ви и океанографски в море Уедъл.

## Последни години (1922 – 1939)
През 1922 г. Уайлд се завръща в своята ферма в Южна Африка и се отдава на селскостопанска дейност. Умира на 19 август 1939 г. в Клерксдорп, Северозападна провинция, ЮАР, на 66-годишна възраст.

## Почести и награди
За приноса си по откриването и изследването на Антарктика Уайлд е удостоен с множество награди, между които са медал от Британското Кралско географско дружество, а през 1923 г. е обявен за почетен гражданин на Лондон.